# Кушелевский путепровод
Ку́шелевский путепрово́д — путепровод в Калининском районе Санкт-Петербурга. Переброшен через Соединительную железнодорожную линию по Кушелевской дороге.

## История
До 1950-х годов примерно на месте современного путепровода существовал железнодорожный переезд. После закрытия переезда Кушелевская дорога перестала использоваться, часть её вошла в зону промышленной застройки.
Для улучшения транспортных связей исторических районов Гражданка и Полюстрово в начале 1990-х годов был разработан проект восстановления Кушелевской дороги, который включал в себя строительство путепровода в её створе.
В конце 1993 года путепровод был построен и введён в эксплуатацию. По путепроводу сразу была проложена троллейбусная линия. Был пущен троллейбусный маршрут № 31 (подвижной состав — троллейбусы ЗиУ-9, реже — ЗиУ-10), до этого ходивший в объезд по пр. Непокорённых. Других маршрутов, в том числе автобусных, на этом путепроводе не было длительное время, до пуска нового автобусного маршрута № 60.
Однако ещё с 1995 года Кушелевский путепровод стал активно использоваться для вывоза пассажиров метро из-за полного закрытия перегона между станциями «Лесная» и «Площадь Мужества». С декабря 1995 года по март 1996 года по путепроводу ходили маршруты № 90 и № 100 (автобусные маршруты, ходили группами по 2-4 автобуса сразу с короткими интервалами, подвижной состав — автобусы Икарус-260, Икарус-280), а также начали ходить одни из первых в Санкт-Петербурге коммерческие маршрутные такси маршрутов № 95-Т (подвижной состав — микроавтобусы РАФ) и № 91-Т (подвижной состав — микроавтобусы «Газель»). С марта 1996 года вместо маршрута № 90 стал ходить маршрут № 80 с той же целью до момента открытия нового перегона метро в 2004 году. Сейчас по Кушелевскому путепроводу ходят автобус № 60, троллейбус № 31 и ряд коммерческих маршрутов, обслуживаемых автобусами малой вместимости.
Официально название путепроводу не присваивалось, нормативный акт о присвоении наименования не издавался. Однако в Реестре названий объектов городской среды это название фигурирует с момента первой редакции Реестра, следовательно, с момента утверждения Реестра постановлением Губернатора Санкт-Петербурга название стало официальным. До этого такое название существовало в быту и в документах, в частности наименование Кушелевский путепровод в трассе маршрута № 31, на маршрутных досках маршрутов № 90 и № 100 ещё в 1995 году отмечались очевидцами. Характерно, что название дороги, по трассе которой переброшен путепровод, было присвоено Топонимической комиссией значительно позже, чем фиксируется фактическое использование названия одноимённого путепровода. Таким образом, наименование путепровода преемственно названию утраченной Кушелевской дороги, а после её восстановления на прежнем месте без названия оно позволило дать и новой дороге историческое название. То есть, путепровод послужил как бы «мостом» в топонимии местности.